# 306 a. C.
El año 306 a. C. fue un año del calendario romano prejuliano. En el Imperio romano se conocía como el Año del Consulado de Trémulo y Arvina (o menos frecuentemente, año 448 Ab urbe condita).

## Acontecimientos
- Agatocles se autoproclama tirano de Siracusa.
- Tercer tratado entre Roma y Cartago que reconoce la hegemonía de Roma en Italia y la de Cartago en Sicilia.
- Epicuro se establece definitivamente en Atenas. Cerca de esta fecha fundará su escuela de filosofía conocida como el Jardín.

- Datos: Q82369